# Beach City (Ohio)

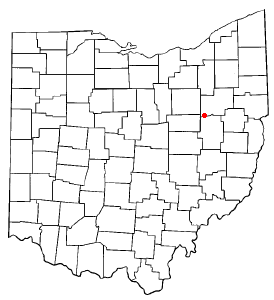
Beach City na planie stanu Ohio

Beach City – wieś w USA, w stanie Ohio, w hrabstwie Stark.
Liczba mieszkańców w 2010 roku wynosiła 1 033, a w roku 2012 wynosiła 1 023.